# Élisabeth Charlotte de Orléans
Elisabeth Charlotte d'Orléans, Ducesă de Lorena, Bar și Teschen (13 septembrie 1676 – 23 decembrie 1744), a fost prințesă franceză prin naștere. A fost cel mai mic copil al Filip al Franței, care era fratele regelui Ludovic al XIV-lea al Franței. S-a căsătorit în 1698 cu Ducele de Lorena.

## Familie
Élisabeth Charlotte s-a născut la Castelul Saint-Cloud în afara Parisului. A fost fiica lui Filip al Franței, Monsieur și a celei de-a doua soții, Elisabeth Charlotte, Prințesă Palatină, Madame. Tatăl ei era singurul frate al regelui Ludovic al XIV-lea al Franței. La naștere a primit titlul de Mademoiselle de Chartres.
După ce cele două surori vitrege mai mari Maria Luiza și Anne Marie s-au căsătorit, ea a fost cunoscută sub titlul de Madame Royale. Copil fiind a fost descrisă de mama sa ca fiind "groaznic de sălbatică" și "dură ca un băiat". Spre nemulțumirea tatălui ei, ea a moștenit opiniile sincere ale mamei sale.

## Căsătorie

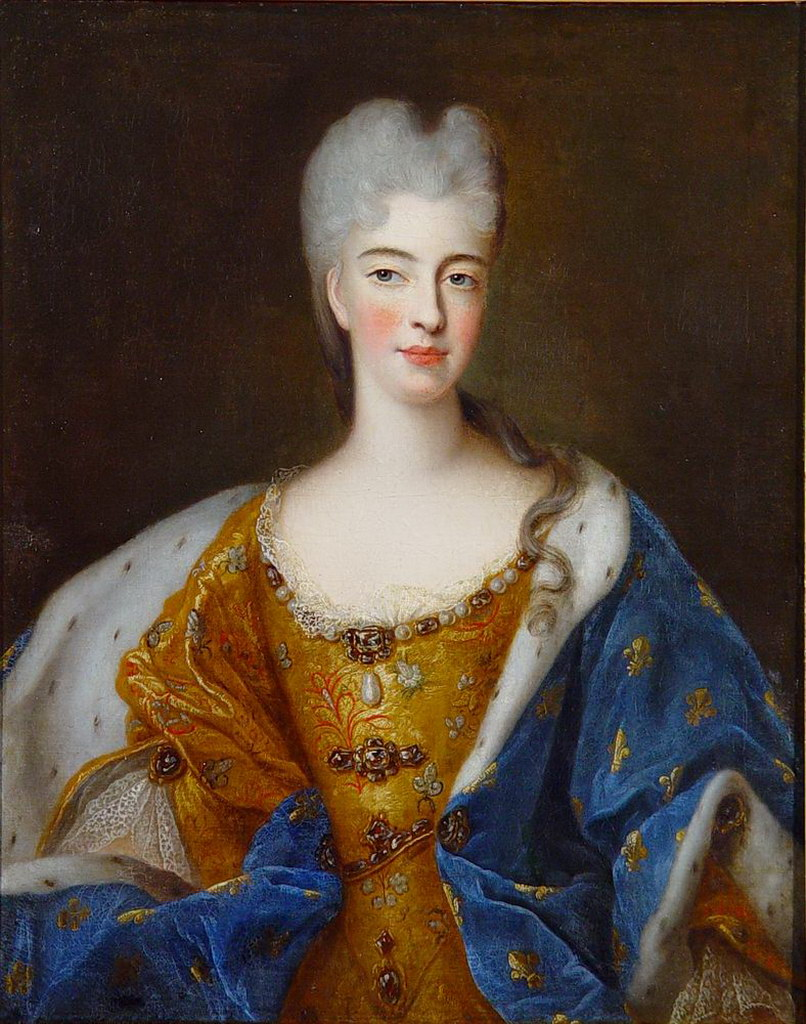
Mademoiselle de Chartres

Mama ei își dorea pentru ea o căsătorie la același nivel al căsătoriilor surorilor ei mai mari. Când soția vărului ei, Delfina a sugerat o căsătorie cu fratele mai mic al Delfinei, Joseph Clemens de Bavaria, Élisabeth Charlotte a spus:

Nu sunt născută, madame, pentru fiul cel mic

Cum mama ei disprețuia copii nelegitimi ai regelui, șansele unei astfel de alianțe s-au îndepărtat; totuși, în 1692, spre oroarea Ducesei de Orléans o astfel de alianță a avut loc atunci când fiul ei, Ducele de Chartres, s-a căsătorit cu Françoise Marie de Bourbon fiica cea mică nelegitimă a regelui Ludovic al XIV-lea și a metresei sale, Madame de Montespan.
Inițial, mama Elisabetei a dorit ca fiica ei să se căsătorească cu regele William al III-lea al Angliei care rămăsese văduv după decesul reginei Maria a II-a a Angliei însă din cauza diferențele religioase dintre cei doi planul nu s-a materializat. Alți candidați luați în considerare au fost Iosif I, Împărat romano-german , vărul ei primar care era văduv, Marele Delfin, fiul acestuia, Micul Delfin și un alt văr Louis-Auguste de Bourbon, duce du Maine, fiul cel mare al regelui Ludovic al XIV-lea și al metresei sale, Madame de Montespan.
În cele din urmă, Élisabeth Charlotte s-a căsătorit la 13 octombrie 1698 la Palatul Fontainebleau cu Leopold, Duce de Lorena, fiu al lui Carol al V-lea de Lorena și al Arhiducesei Eleonora Maria Josefa de Austria.
Căsătoria a fost rezultatul Tratatului de la Ryswick, una dintre condițiile sale a fost că ducatul de Lorena, care a fost deținut de francezi timp de mulți ani, să fie restituit lui Leopold Joseph, fiul lui Carol al V-lea de Lorena. Mama Elisabetei și-a numit fiica "o victimă a războiului".